# Liste des sites classés et inscrits des Landes
Cet article recense les sites naturels protégés dans les  Landes, en France.

## Listes

### Sites classés
Le tableau suivant recense les sites classés dans les  Landes.
| Site                                                      | Commune(s)                                                                      | Année | Notes | Coordonnées | Photo |
| --------------------------------------------------------- | ------------------------------------------------------------------------------- | ----- | --- | --- | ----- |
| Étang d'Aureilhan                                         | Aureilhan, Mimizan, Saint-Paul-en-Born                                          | 1978  | | 44° 13′ 34″ nord, 1° 12′ 14″ ouest |       |
| Lac d'Aureilhan (abords)                                  | Aureilhan, Mimizan, Saint-Paul-en-Born                                          | 1978  | | 44° 13′ 37″ nord, 1° 12′ 11″ ouest |       |
| Étang de Soustons et son îlot                             | Azur, Soustons                                                                  | 1966  | | 43° 46′ 16″ nord, 1° 19′ 26″ ouest |       |
| Parc de la maison Mayou                                   | Biarrotte                                                                       | 1942  | | 43° 33′ 25″ nord, 1° 16′ 16″ ouest |       |
| Parc du château de Camiade                                | Biarrotte                                                                       | 1942  | | 43° 33′ 47″ nord, 1° 16′ 34″ ouest |       |
| Parc du château                                           | Biaudos                                                                         | 1942  | | 43° 33′ 22″ nord, 1° 18′ 18″ ouest |       |
| Château                                                   | Biscarrosse                                                                     | 1979  | | 44° 23′ 42″ nord, 1° 10′ 16″ ouest |       |
| Gloriette de Jean Rameau                                  | Cauneille                                                                       | 1942  | | 43° 33′ 50″ nord, 1° 04′ 41″ ouest |       |
| Motte d'Estibeaux                                         | Estibeaux                                                                       | 1942  | | 43° 36′ 00″ nord, 0° 54′ 25″ ouest |       |
| Terrasse et bois d'Estrac                                 | Hastingues                                                                      |       | | 43° 32′ 10″ nord, 1° 09′ 07″ ouest |       |
| Port fluvial (ancien), île et une chênaie                 | Laurède                                                                         |       | | 43° 46′ 08″ nord, 0° 47′ 20″ ouest |       |
| Courant d'Huchet et ses rives                             | Léon, Moliets-et-Maa                                                            |       | | 43° 52′ 52″ nord, 1° 22′ 16″ ouest |       |
| Étangs Girondins et Landais                               | Léon, Saint-Martin-de-Seignanx, Seignosse, Soustons, Tosse, Vielle-Saint-Girons | 1968  | Grands lacs landais situés au sud du bassin d'Arcachon : étangs Blanc, de Léon, Noir et d'Yrieux ; la protection s'étend sur le département de la Gironde à certains lacs situés au nord du bassin (Hourtin-Carcans et Lacanau). | 43° 42′ 36″ nord, 1° 21′ 50″ ouest 43° 53′ 49″ nord, 1° 19′ 01″ ouest 43° 41′ 42″ nord, 1° 22′ 08″ ouest 43° 34′ 05″ nord, 1° 25′ 05″ ouest |       |
| Étang de Léon (rives)                                     | Léon, Vielle-Saint-Girons                                                       | 1968  | | 43° 53′ 02″ nord, 1° 19′ 23″ ouest |       |
| Château et ses abords                                     | Lesperon                                                                        |       | | 43° 57′ 50″ nord, 1° 03′ 36″ ouest |       |
| Étang de Laprade                                          | Messanges                                                                       |       | | 43° 50′ 10″ nord, 1° 22′ 16″ ouest |       |
| Étang de Moysan                                           | Messanges, Moliets-et-Maa                                                       |       | | 43° 48′ 25″ nord, 1° 23′ 38″ ouest |       |
| Étang de Moliets                                          | Moliets-et-Maa                                                                  |       | | 43° 50′ 56″ nord, 1° 22′ 01″ ouest |       |
| Terrains domaniaux (courant d'Huchet)                     | Moliets-et-Maa                                                                  |       | | 43° 51′ 14″ nord, 1° 23′ 24″ ouest |       |
| Ensemble formé par les étangs                             | Pouydesseaux                                                                    |       | | 43° 57′ 07″ nord, 0° 20′ 02″ ouest |       |
| Château des Évêques et ses abords                         | Saint-Pandelon                                                                  |       | | 43° 40′ 30″ nord, 1° 02′ 17″ ouest |       |
| Terrasse de Morlanne                                      | Saint-Sever                                                                     |       | | 43° 45′ 47″ nord, 0° 34′ 23″ ouest |       |
| Chêne de Saint-Vincent-de-Paul                            | Saint-Vincent-de-Paul                                                           |       | | 43° 44′ 46″ nord, 1° 00′ 36″ ouest |       |
| Partie du canton de Dantes et juncs de la forêt communale | Saint-Vincent-de-Paul                                                           |       | | 43° 43′ 44″ nord, 1° 00′ 29″ ouest |       |
| Rives des étangs Blanc et de Hardy                        | Seignosse, Soustons, Tosse                                                      | 1968  | | 43° 42′ 29″ nord, 1° 21′ 40″ ouest |       |
| Abbaye ancienne (site du couvent)                         | Sorde-l'Abbaye                                                                  |       | Édifice classé comme monument historique en 1909 et inscrit au patrimoine mondial en 1998 comme partie des chemins de Compostelle en France.                                                                                     | 43° 31′ 44″ nord, 1° 03′ 18″ ouest |       |
| Site archéologique de Barat-de-Vin                        | Sorde-l'Abbaye                                                                  |       | | 43° 31′ 05″ nord, 1° 02′ 06″ ouest |       |
| Étang de Hardy                                            | Soustons                                                                        |       | | 43° 43′ 16″ nord, 1° 21′ 54″ ouest |       |
| Étang de Soustons (abords)                                | Soustons                                                                        |       | | 43° 46′ 16″ nord, 1° 19′ 55″ ouest |       |
| Étang de la Forge                                         | Uza                                                                             |       | | 44° 01′ 52″ nord, 1° 11′ 42″ ouest |       |
| Rives de l'étang de la Forge                              | Uza                                                                             |       | | 44° 01′ 55″ nord, 1° 11′ 42″ ouest |       |

### Sites inscrits
Le tableau suivant recense les sites inscrits dans les Landes.
| Site                                                         | Commune(s) | Année | Notes | Coordonnées                        | Photo |
| ------------------------------------------------------------ | --- | ----- | --- | ---------------------------------- | ----- |
| Étangs Landais Sud                                           | Angresse, Azur, Bénesse-Maremne, Capbreton, Castets, Herm, Labenne, Léon, Linxe, Lit-et-Mixe, Magescq, Messanges, Moliets-et-Maa, Ondres, Saint-Geours-de-Maremne, Saint-Julien-en-Born, Saint-Martin-de-Seignanx, Saint-Michel-Escalus, Saint-Vincent-de-Tyrosse, Saubion, Seignosse, Soorts-Hossegor, Soustons, Tarnos, Tosse, Vielle-Saint-Girons, Vieux-Boucau-les-Bains | 1969  | Comprend, entre autres, les étangs Blanc, Noir, de Hardy, de Laprade, de Moliets, de Soustons, de Léon et de Moysan. | 43° 49′ 19″ nord, 1° 21′ 22″ ouest |       |
| Val de l'Eyre                                                | Argelouse, Belhade, Commensacq, Pissos, Sabres, Saugnac-et-Muret, Sore, Trensacq |       | | 44° 26′ 13″ nord, 0° 50′ 31″ ouest |       |
| Lac de la Gaube                                              | Arthez-d'Armagnac | 1983  | | 43° 53′ 13″ nord, 0° 15′ 47″ ouest |       |
| Ancienne étape du chemin de Saint-Jacques-de-Compostelle     | Audignon | 1979  | | 43° 44′ 10″ nord, 0° 35′ 17″ ouest |       |
| Moulin Neuf et ses abords                                    | Audignon, Saint-Sever | 1979  | | 43° 44′ 13″ nord, 0° 34′ 41″ ouest |       |
| Étangs Landais Nord                                          | Aureilhan, Bias, Biscarrosse, Gastes, Mimizan, Parentis-en-Born, Saint-Julien-en-Born, Saint-Paul-en-Born, Sainte-Eulalie-en-Born, Sanguinet | 1977  | Comprend, entre autres, le château de Biscarrosse et l'étang d'Aureilhan.                                            | 44° 16′ 23″ nord, 1° 13′ 23″ ouest |       |
| Site du Bas-Armagnac                                         | Betbezer-d'Armagnac, Labastide-d'Armagnac, Lagrange, Mauvezin-d'Armagnac |       | | 43° 57′ 11″ nord, 0° 08′ 02″ ouest |       |
| Église et ses abords                                         | Carcarès-Sainte-Croix | 1977  | | 43° 50′ 28″ nord, 0° 47′ 31″ ouest |       |
| Église de Ponson et ses abords                               | Carcen-Ponson | 1984  | Édifice inscrit comme monument historique en 2005.                                                                   | 43° 50′ 49″ nord, 0° 47′ 49″ ouest |       |
| Propriété environnant la gloriette de Jean Rameau            | Cauneille | 1942  | | 43° 34′ 01″ nord, 1° 04′ 34″ ouest |       |
| Gaves de Pau et d'Oloron                                     | Cauneille, Hastingues, Labatut, Oeyregave, Orthevielle, Peyrehorade, Saint-Cricq-du-Gave, Sorde-l'Abbaye | 1970  | | 43° 31′ 08″ nord, 1° 05′ 17″ ouest |       |
| Château et sa chênaie                                        | Dumes | 1981  | | 43° 42′ 18″ nord, 0° 35′ 13″ ouest |       |
| Moulin de Gabas                                              | Eyres-Moncube, Sainte-Colombe |       | | 43° 42′ 07″ nord, 0° 32′ 35″ ouest |       |
| Bastide                                                      | Hastingues |       | | 43° 32′ 02″ nord, 1° 08′ 56″ ouest |       |
| Chapelle de Géou et ses abords                               | Labastide-d'Armagnac |       | | 43° 57′ 18″ nord, 0° 09′ 43″ ouest |       |
| Place Notre-Dame et ses abords                               | Labastide-d'Armagnac |       | | 43° 58′ 12″ nord, 0° 11′ 10″ ouest |       |
| Plaine de l'Adour et contreforts des collines de la Chalosse | Laurède |       | | 43° 45′ 40″ nord, 0° 46′ 41″ ouest |       |
| Site de Lussolle et d'Estampon                               | Losse |       | | 44° 04′ 34″ nord, 0° 06′ 14″ ouest |       |
| Village de Château Vieux                                     | Lubbon |       | | 44° 06′ 14″ nord, 0° 01′ 44″ ouest |       |
| Ancienne distillerie                                         | Luxey |       | | 44° 15′ 47″ nord, 0° 31′ 01″ ouest |       |
| Site de Menaout                                              | Mézos |       | | 44° 03′ 32″ nord, 1° 06′ 00″ ouest |       |
| Chapelle de Suzan et ses abords                              | Ousse-Suzan |       | | 43° 56′ 49″ nord, 0° 43′ 34″ ouest |       |
| Bec du Gave                                                  | Port-de-Lanne |       | | 43° 32′ 53″ nord, 1° 11′ 35″ ouest |       |
| Église de Rimbez et ses abords                               | Rimbez-et-Baudiets |       | Édifice inscrit comme monument historique en 2002.                                                                   | 44° 03′ 04″ nord, 0° 03′ 14″ est   |       |
| Chapelle Saint-Blaise de Gourby et ses abords                | Rivière-Saas-et-Gourby |       | | 43° 42′ 25″ nord, 1° 11′ 24″ ouest |       |
| Propriété dite "Le Bayle"                                    | Saint-Julien-en-Born |       | | 44° 04′ 41″ nord, 1° 12′ 32″ ouest |       |
| Site urbain                                                  | Saint-Justin |       | | 43° 58′ 55″ nord, 0° 13′ 48″ ouest |       |
| Site du château (ancienne caverie de Mombet)                 | Saint-Lon-les-Mines |       | | 43° 37′ 26″ nord, 1° 08′ 35″ ouest |       |
| Quartier Saint-Orens                                         | Saint-Perdon |       | | 43° 53′ 42″ nord, 0° 36′ 14″ ouest |       |
| Terrasse de Morlanne                                         | Saint-Sever |       | | 43° 45′ 47″ nord, 0° 34′ 23″ ouest |       |
| Vieux quartiers                                              | Saint-Sever |       | | 43° 45′ 32″ nord, 0° 34′ 26″ ouest |       |
| Site des étangs                                              | Sainte-Foy |       | | 43° 56′ 20″ nord, 0° 19′ 59″ ouest |       |
| Chapelle de Muret et son airial                              | Saugnac-et-Muret |       | | 44° 24′ 36″ nord, 0° 49′ 26″ ouest |       |
| Lac d'Hossegor et canal (extension)                          | Seignosse |       | | 43° 41′ 02″ nord, 1° 25′ 41″ ouest |       |
| Site du château (ancienne caverie de la Salle)               | Siest |       | | 43° 38′ 49″ nord, 1° 07′ 23″ ouest |       |
| Lac d'Hossegor et canal avec ses rives                       | Soorts-Hossegor |       | | 43° 40′ 08″ nord, 1° 25′ 52″ ouest |       |
| Abbaye, gave d'Oloron                                        | Sorde-l'Abbaye |       | | 43° 31′ 41″ nord, 1° 03′ 25″ ouest |       |
| Lieu-dit "Vieux Bourg"                                       | Sorde-l'Abbaye |       | | 43° 31′ 44″ nord, 1° 03′ 18″ ouest |       |
| Grange de Labouyrie                                          | Soustons |       | | 43° 45′ 18″ nord, 1° 19′ 55″ ouest |       |
| Site de la Pandelle                                          | Soustons |       | | 43° 45′ 04″ nord, 1° 19′ 23″ ouest |       |
| Site de la ferme de Bertet                                   | Vert |       | | 44° 04′ 08″ nord, 0° 34′ 48″ ouest |       |